# Gonocephalus sophiae
Espèce
Synonymes
- Tiaris sophiae Gray, 1845
- Tiaris petersii Günther 1868

Statut de conservation UICN

 DD  : Données insuffisantes
Gonocephalus sophiae est une espèce de sauriens de la famille des Agamidae.

## Répartition
Cette espèce est endémique des Philippines. Elle se rencontre à Luçon, à Negros, à Panay, à Masbate et à Mindanao.

## Publication originale
- Gray, 1845 : Catalogue of the specimens of lizards in the collection of the British Museum, p. 1-289 (texte intégral).